# Menselijke stem
De menselijke stem wordt geproduceerd door het mechanisme in het strottenhoofd of de larynx: door het in trilling brengen van de in het strottenhoofd gelegen stemplooien (ook wel: stembanden) kunnen mensen stemgeluid voortbrengen. Dit stemgeluid dient als basis voor zowel spraak als zang. Het stelt mensen dus in staat tot verbale communicatie, of om met en voor elkaar te zingen.

## Kenmerken

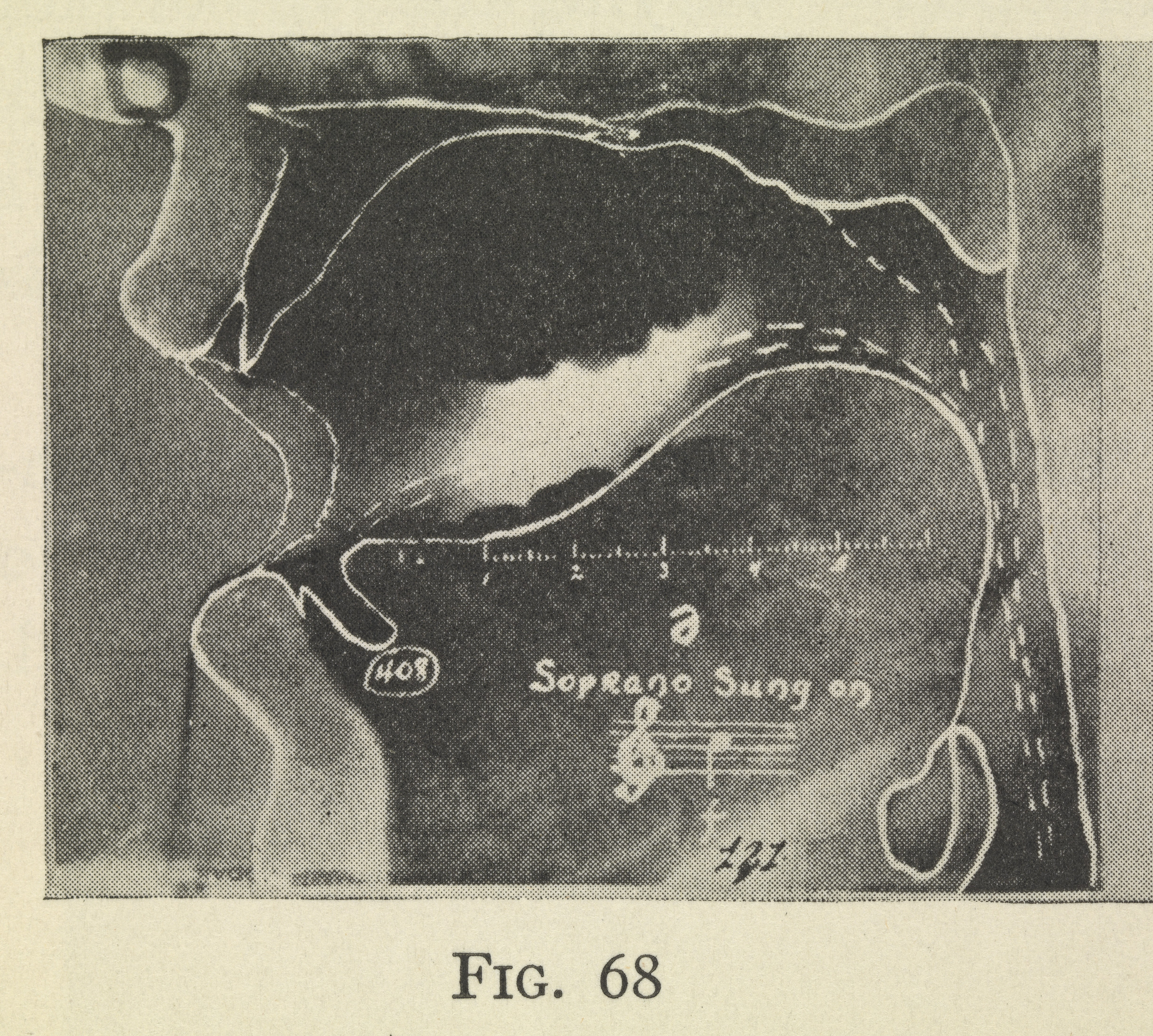
Diagramweergave van een sopraanstem

Het geluid van de menselijke stem ontstaat door een gecompliceerde beweging van de stemplooien; deze worden eerst via spierwerking naar elkaar toegebracht (adductie). De lucht uit de longen stroomt door de opening – die ook wel stemspleet of glottis wordt genoemd – tussen de stemplooien naar buiten. Uit de adductie in combinatie met de opwaartse luchtstroom, volgt een bernoulli-effect. Hierdoor sluiten en openen zich de stemplooien (zowel van voor naar achteren als van boven naar beneden) in snelle opeenvolging; de stemspleet is dus periodiek open en gesloten. Deze periodieke beweging van de stemplooien resulteert in een brongeluid, bestaande uit een grondtoon (met bepaalde trillingsfrequentie) en boventonen. Deze geluidstrilling plant zich verder voort in het spraakkanaal, waarbij door resonantie sommige boventonen versterkt en andere verzwakt worden. Hierdoor 'kleurt' het geluid en ontstaan afzonderlijke klanken, ook wel klinkers genoemd.
De grondtoon of frequentie van een Nederlandse mannenstem ligt rond de 100 Hz, die van een Nederlandse vrouwenstem rond de 200 Hz en die van een Nederlandse kinderstem rond de 300 Hz. Bij spraakgeluid ligt de meeste geluidsenergie echter in het frequentiebereik waarvoor het menselijk gehoor het gevoeligst is, namelijk tussen 3000 en 4000 Hz.

## Stemtaal of paralinguïstiek
De menselijke stem kan spraakklanken vormen via de gecompliceerde bewegingen in het aanzetstuk (articulatie). Door het aaneenschakelen van spraakklanken die al dan niet van stemgeluid vergezeld gaan worden betekenisvolle woorden geconstrueerd. Tegelijkertijd kan de spreker door middel van het stemgeluid duidelijk maken hoe hij zich voelt of laten blijken hoe een boodschap begrepen moet worden. In een gesproken zin wordt gebruikgemaakt van intonatie.
Door stembuiging (het verloop van de toonhoogte) en volumewijziging kan, samen met lichaamstaal, een tweede boodschap worden meegegeven. Hierbij wordt ook wel gesproken van stemtaal of paralinguïstiek. Onder de stemtaal vallen de stemkwaliteit, de intonatie, spreektoon, melodie, geluidssterkte en de wisseling in al deze aspecten. De duidelijkheid van de uitspraak (dictie), het spreektempo en het spreekritme vallen onder spraak. Door variatie aan te brengen in stemgebruik of uitspraak kan een woord- of zinsbetekenis (impliciete betekenis) sterk worden gewijzigd.

## Afwijkingen
Voor afwijkingen in de productie van de menselijke stem, zie:
- Zangersknobbeltje
- Reinkes oedeem
- Stembandpoliep
- Larynxcarcinoom

Behandeling hiervan gebeurt door de kno-arts (Nederland) of de ORL-arts (België) en de logopedist(e).